# Nikoloz Basilashvili
Nikoloz Basilashvili (tiếng Gruzia: ნიკოლოზ ბასილაშვილი; sinh ngày 23 tháng 2 năm 1992) là một vận động viên quần vợt người Gruzia. Anh có xếp hạng cao nhất ở nội dung đơn trên bảng xếp hạng Hiệp hội Quần vợt Chuyên nghiệp(ATP) là 16 thế giới vào ngày 27 tháng 5 năm 2019.
Vào tháng 7 năm 2018, anh lọt vào trận thi đấu chính của giải Đức mở rộng ở Hamburg như một tay vợt vượt qua vòng loại và tiếp tục giành chức vô địch giải đấu, đánh bại Leonardo Mayer trong trận chung kết, qua đó trở thành tay vợt Gruzia đầu tiên kể từ Alex Metreveli vô địch một giải đấu ATP. Vào tháng 10 năm 2018, Basilashvili đã giành được danh hiệu ATP thứ hai tại China Open khi đánh bại tay vợt số 4 thế giới Juan Martín del Potro trong trận chung kết. Vào năm 2019, Basilashvili đã hoàn thành việc bảo vệ danh hiệu đầu tiên của mình khi giành chức vô địch Đức Mở rộng năm thứ hai liên tiếp.

## Thống kê chung kết ATP

### Đơn: 9 (5 danh hiệu, 4 á quân)
| Legend                 |
| ---------------------- |
| Grand Slam (0–0)       |
| ATP Masters 1000 (0–1) |
| ATP 500 Series (3–0)   |
| ATP 250 Series (2–3)   |

| Titles by surface |
| ----------------- |
| Cứng (2–2)        |
| Đất nện (3–1)     |
| Cỏ (0–0)          |

| Titles by setting |
| ----------------- |
| Ngoài trời (5–2)  |
| Trong nhà (0–1)   |

| Result | W–L | Date             | Tournament                          | Tier         | Surface     | Opponent              | Score         |
| ------ | --- | ---------------- | ----------------------------------- | ------------ | ----------- | --------------------- | ------------- |
| Thua   | 0–1 | Th7 năm 2016     | Austrian Open Kitzbühel, Austria    | 250 Series   | Đất nện     | Paolo Lorenzi         | 3–6, 4–6      |
| Thua   | 0–2 | Th2 năm 2017     | Memphis Open, United States         | 250 Series   | Đất nện (i) | Ryan Harrison         | 1–6, 4–6      |
| Thắng  | 1–2 | Th7 năm 2018     | German Open, Germany                | 500 Series   | Đất nện     | Leonardo Mayer        | 6–4, 0–6, 7–5 |
| Thắng  | 2–2 | Th10 năm 2018    | China Open, China                   | 500 Series   | Cứng        | Juan Martín del Potro | 6–4, 6–4      |
| Thắng  | 3–2 | Th7 năm 2019     | Hamburg European Open, Germany (2)  | 500 Series   | Đất nện     | Andrey Rublev         | 7–5, 4–6, 6–3 |
| Thắng  | 4–2 | Th3 năm 2021     | Qatar Open, Qatar                   | 250 Series   | Cứng        | Roberto Bautista Agut | 7–6(7–5), 6–2 |
| Thắng  | 5–2 | tháng 5 năm 2021 | Bavarian Championships, Germany     | 250 Series   | Đất nện     | Jan-Lennard Struff    | 6–4, 7–6(7–5) |
| Thua   | 5–3 | Th10 năm 2021    | Indian Wells Masters, United States | Masters 1000 | Cứng        | Cameron Norrie        | 6–3, 4–6, 1–6 |
| Thua   | 5–4 | Th2 năm 2022     | Qatar Open, Qatar                   | 250 Series   | Cứng        | Roberto Bautista Agut | 3–6, 4–6      |

## Thời gian thi đấu đơn
| VĐ | CK | BK | TK | V# | RR | Q# | A |  | Z# | PO | G | F-S | SF-B | NMS | NH |

| Grand Slam tournaments      |          |          |          |     |     |     |
| Úc Mở rộng                  | A        | Q1       | 1R       | 1R  | 0–2 | 0%  |
| Pháp Mở rộng                | A        | 1R       | 1R       | 3R  | 2–3 | 40% |
| Wimbledon                   | Q1       | 3R       | Q2       |     | 2–1 | 67% |
| Mỹ Mở rộng                  | Q2       | 1R       | Q1       |     | 0–1 | 0%  |
| Thắng-thua                  | 0–0      | 2–3      | 0–2      | 0–1 | 2–6 | 25% |
| Summer Olympics             | Not Held | Not Held | 1R       | NH  | 0–1 | 0%  |
| ATP World Tour Masters 1000 |          |          |          |     |     |     |
| Indian Wells                | A        | Q2       | A        | 1R  | 0–1 | 0%  |
| Miami                       | Vắng mặt | Vắng mặt | Vắng mặt | 1R  | 0–1 | 0%  |
| Monte Carlo                 | Vắng mặt | Vắng mặt | Vắng mặt | 1R  | 0–1 | 0%  |
| Madrid                      | Vắng mặt | Vắng mặt | Vắng mặt | Q1  | 0–0 | 0%  |
| Rome                        | Vắng mặt | Vắng mặt | Vắng mặt |     | 0–0 | 0%  |
| Canada                      | Vắng mặt | Vắng mặt | Vắng mặt |     | 0–0 | 0%  |
| Shanghai                    | A        | 1R       | Q1       |     | 0–1 | 0%  |
| Cincinnati                  | A        | Q1       | 1R       |     | 0–1 | 0%  |
| Paris                       | A        | A        | Q2       |     | 0–0 | 0%  |
| Thắng - Thua                | 0–0      | 0–1      | 0–1      | 0–3 | 0–5 | 0%  |

## Thắng tay vợt nằm trong top 10 trong mùa
| Mùa   | 2008 | 2009 | 2010 | 2011 | 2012 | 2013 | 2014 | 2015 | 2016 | 2017 | Tổng cộng |
| Thắng | 0    | 0    | 0    | 0    | 0    | 0    | 0    | 0    | 1    | 1    | 2         |

| #    | Tay vợt       | Xếp hạng | Sự kiện                      | Mặt sân  | Vòng | Tỷ số              | Basilashvili Xếp hạng |
| ---- | ------------- | -------- | ---------------------------- | -------- | ---- | ------------------ | --------------------- |
| 2016 |               |          |                              |          |      |                    |                       |
| 1.   | Tomáš Berdych | 10       | Vienna Open, Vienna, Austria | Cứng (i) | V!   | 6–4, 6–7(5–7), 7–5 | 107                   |
| 2017 |               |          |                              |          |      |                    |                       |
| 2.   | Dominic Thiem | 8        | Sofia Open, Sofia, Bulgaria  | Cứng (i) | V2   | 6–4, 6–4           | 87                    |

## Chung kết Futures và Challenger finals

### Đơn: 20 (15–5)
| Legend                |
| --------------------- |
| ATP Challengers (5–1) |
| ITF Futures (10–4)    |

| Outcome | TT  | Ngày                 | Giả đấu              | Mặt sân  | Đối thủ             | Tỷ số                   |
| ------- | --- | -------------------- | -------------------- | -------- | ------------------- | ----------------------- |
| Vô địch | 1.  | 24 tháng 8 năm 2009  | Sochi, Nga           | Đất nện  | Mikhail Fufygin     | 2–6, 7–5, 7–5           |
| Vô địch | 2.  | 18 tháng 6 năm 2012  | Kazan, Nga           | Đất nện  | Ivan Sergeyev       | 6–4, 7–6(7–4)           |
| Á quân  | 3.  | 2 tháng 7 năm 2012   | Yerevan, Armenia     | Clay     | Arthur De Greef     | 0–6, 1–6                |
| Á quân  | 4.  | 6 tháng 8 năm 2012   | Moskva, Nga          | Đất nện  | Boy Westerhof       | 4–6, 4–6                |
| Vô địch | 5.  | 13 tháng 8 năm 2012  | Moskva, nga          | Đất nện  | Alexander Lobkov    | 6–3, 7–6(7–0)           |
| Vô địch | 6.  | 10 tháng 9 năm 2012  | Tbilisi, Georgia     | Đất nện  | Toni Androić        | 6–3, 4–6, 7–6(7–1)      |
| Vô địch | 7.  | 3 tháng 12 năm 2012  | Antalya, Thổ Nhi Kỳ  | Cứng     | Vladimir Uzhylovsky | 3–6, 6–2, 6–2           |
| Vô địch | 8.  | 10 tháng 12 năm 2012 | Antalya, Turkey      | Cứng     | Guillermo Olaso     | 6–2, 6–2                |
| Vô địch | 9.  | 12 tháng 8 năm 2013  | Appiano, Ý           | Đất nện  | Matteo Trevisan     | 7–5, 3–6, 6–4           |
| Á quân  | 10. | 4 tháng 11 năm 2013  | Antalya Thổ Nhi kỳ   | Cứng     | Robin Kern          | 6–4, 3–6, 3–6           |
| Á quân  | 11. | 11 tháng 11 năm 2013 | Antalya, Thổ Nhi Kỳ  | Đất nện  | Marc Rath           | 1–6, 3–6                |
| Vô địch | 12. | 20 tháng 1 năm 2014  | Kaarst, Đức          | Thảm (i) | Miloslav Mečíř      | 2–6, 7–5, 6–3           |
| Vô địch | 13. | 19 tháng 5 năm 2014  | Karshi, Uzbekistan   | Cứng     | Chase Buchanan      | 7–6(7–2), 6–2           |
| Á quân  | 14. | 17 tháng 11 năm 2014 | Andria, Ý            | Thảm (i) | Ričardas Berankis   | 4–6, 0–1 RET            |
| Vô địch | 15. | 8 tháng 12 năm 2014  | Doha, Qatar          | Hard     | Ramkumar Ramanathan | 7–6(7–5), 6–2           |
| Vô địch | 16. | 15 tháng 12 năm 2014 | Doha, Qatar          | Cứng     | James Marsalek      | 6–1, 6–2                |
| Vô địch | 17. | 5 tháng 3 năm 2015   | Ra'anana, Israel     | Cứng     | Lukáš Lacko         | 4–6, 6–4, 6–3           |
| Vô địch | 18. | 26 tháng 7 năm 2015  | Scheveningen, Hà Lan | Đất nện  | Andrey Kuznetsov    | 6–7(3–7), 7–6(7–4), 6–3 |
| Vô địch | 19. | 21 tháng 3 năm 2016  | Guangzhou, PR China  | Cứng     | Lukáš Lacko         | 6–1, 6–7(6–8), 7–5      |
| Vô địch | 20. | 14 tháng 5 năm 2016  | Heilbronn, Germany   | Đất nện  | Jan-Lennard Struff  | 6–4, 7–6(7–3)           |

### Đôi: 6 (2–4)
| Legend                |
| --------------------- |
| ATP Challengers (0–1) |
| ITF Futures (2–3)     |

| Outcome | TT | Ngày                 | Giải đấu            | Mặt sân  | Đồng đội             | Đối thủ                             | TỶ số            |
| ------- | -- | -------------------- | ------------------- | -------- | -------------------- | ----------------------------------- | ---------------- |
| Vô địch | 1. | 7 tháng 3 năm 2010   | McAllen, Mỹ         | Cứng     | Chen Ti              | Jared Easton Matheson Klein         | 7–5, 4–6, [10–4] |
| Á quân  | 2. | 28 tháng 2 năm 2011  | Brownsville, Mỹ     | Cứng     | Boris Nicola Bakalov | Devin Britton Greg Ouellette        | 1–6, 3–6         |
| Á quân  | 3. | 18 tháng 11 năm 2013 | Antalya, Thổ Nhi Kỷ | Đất nện  | Miljan Zekić         | Tom Schonenberg Matthias Wunner     | 0–6, 4–6         |
| Á quân  | 4. | 16 tháng 12 năm 2013 | Doha, Qatar         | Cứng     | Yahor Yatsyk         | Evan Hoyt Skander Mansouri          | 4–6, 6–7(2–7)    |
| Winner  | 5. | 27 tháng 1 năm 2014  | Kaarst, Đức         | Thảm (i) | Alexander Bury       | Uladzimir Ignatik Dimitar Kutrovsky | 4–6, 6–4, [10–6] |
| Á quân  | 6. | 12 tháng 4 năm 2015  | Naples, Ý           | Đất nện  | Alexander Bury       | Ilija Bozoljac Filip Krajinović     | 1–6, 2–6         |

## Trận đấu Davis Cup
| Davis Cup 2015 Khu vực châu Âu nhóm III         |                        |          |                    |            |                  |                             |                            |                                  |
| Vòng                                            | Ngày                   | Đối thủ  | Kết quả chung cuộc | Vị trí     | Mặt Sân          | Trận đấu                    | Đối thủ                    | Tỷ số trận đấu                   |
| RR                                              | 15 tháng 7 năm 2015    | Albania  | 3–0                | San Marino | Đất nện          | Đơn 2                       | Rel Pelushi                | 6–0, 6–0 (W)                     |
| RR                                              | 17 tháng 7 năm 2015    | Malta    | 3–0                | San Marino | Đất nện          | Đơn 2                       | Bernard Cassar Torregiani  | 6–1, 6–0 (W)                     |
| QR                                              | 18 tháng 7 năm 2015    | Estonia  | 2–0                | San Marino | Đất nện          | Đơn 2                       | Jurgen Zopp                | 3–6, 6–2, 6–4 (W)                |
| Davis Cup 2016 Khu vực châu Âu/châu Phi nhóm II |                        |          |                    |            |                  |                             |                            |                                  |
| Vòng                                            | Ngày                   | Đối thủ  | Kết quả chung cuộc | Vị trí     | Mặt Sân          | Trận đấu                    | Đối thủ                    | Tỷ số trận đấu                   |
| 1R                                              | 04-06 tháng 3 năm 2016 | Đan Mạch | 0–5                | Tbilisi    | Thảm (trong nhà) | Đơn 2                       | Christian Sigsgaard        | 7–6(7–4), 1–6, 4–6, 4–6 (L)      |
| 1R                                              | 04-06 tháng 3 năm 2016 | Đan Mạch | 0–5                | Tbilisi    | Thảm (trong nhà) | Đôi (with George Tsivadze)  | Sigsgaard/Nielsen          | 6–7(3–7), 1–6, 2–6 (L)           |
| QR                                              | 15-17 tháng 7 năm 2016 | Zimbabwe | 3–2                | Tbilisi    | Cứng             | Đơn 2                       | Mark Fynn                  | 6–3, 6–3, 6–2 (W)                |
| QR                                              | 15-17 tháng 7 năm 2016 | Zimbabwe | 3–2                | Tbilisi    | Cứng             | Đôi (với Nodar Itonishvili) | Lock/John Lock             | 6–3, 6–3, 6–7(6–8), 4–6, 4–6 (L) |
| QR                                              | 15-17 tháng 7 năm 2016 | Zimbabwe | 3–2                | Tbilisi    | Cứng             | Đơn 3                       | Benjamin Lock              | 6–3, 6–4, 6–2 (W)                |
| Davis Cup 2017 Khu vực châu Âu/châu Phi nhóm II |                        |          |                    |            |                  |                             |                            |                                  |
| Vòng                                            | Ngày                   | Đối thủ  | Kết quả chung cuộc | Vị trí     | Mặt Sân          | Trận đấu                    | Đối thủ                    | Tỷ số trận đấu                   |
| 1R                                              | 3-5 tháng 2 năm 2017   | Phần Lan | 3–2                | Tbilisi    | Thảm (trong nhà) | Đơn 2                       | Eero Vasa                  | 2–6, 6–1, 6–4, 6–1 (W)           |
| 1R                                              | 3-5 tháng 2 năm 2017   | Phần Lan | 3–2                | Tbilisi    | Thảm (trong nhà) | Đôi (với George Tsivadze)   | Heliövaara/Niklas-Salminen | 4–6, 0–6, 3–6 (L)                |
| 1R                                              | 3-5 tháng 2 năm 2017   | Phần Lan | 3–2                | Tbilisi    | Thảm (trong nhà) | Đơn 3                       | Emil Ruusuvuori            | 6–2, 6–4, 6–4 (W)                |